# Castalius clathratus
Castalius clathratus is een vlinder uit de familie van de Lycaenidae. De wetenschappelijke naam van de soort werd in 1891 gepubliceerd door William Jacob Holland.